# Барретт, Габби
Габби Барретт (англ. Gabby Barrett) — американская певица, кантри-музыкант, автор и исполнитель. Финалист конкурса American Idol, где в 2018 году заняла третье место. Номинант на звание «Лучшего нового исполнителя кантри 2020 года».
Её дебютный сингл «I Hope» возглавил кантри-чарт Hot Country Songs и стал первым с октября 2017 года хитом в его top 10 в индивидуальном женском исполнении без аккомпанемента. Он вошёл в top 20 основного американского хит-парада Billboard Hot 100 и получил 2-кратную платиновую сертификацию RIAA.

## Биография
Родилась 5 марта 2000 года в г. Munhall в Пенсильвании (США). Она начала петь в 9 лет и устраивать шоу в 11 лет. В 2014 году она выиграла конкурс Kean Quest Talent Search. В 14 лет по совету отца стала петь в полностью чёрном христианском хоре Lamb of God Christian Ministries в Хомстеде, штат Пенсильвания.
Она в 17 лет заняла третье место в 16-м сезоне передачи American Idol на канале ABC..
Её дебютный альбом Goldmine вышел 19 июня 2020 года и в первую же неделю получил 15,98 млн стримов (потоков on-demand), побив рекорд по стримингу для любого дебютного альбома кантри-певицы.
В 2021 году была включена в список 30 самых перспективных молодых музыкантов, избранных журналом Forbes в его списке 30 Under 30 в категории «Музыка».

## Дискография
См. также «Gabby Barrett Discography» в английском разделе.

### Студийные альбомы
| Название | Детали                                                                                     | Высшая позиция | Высшая позиция | Высшая позиция |
| Название | Детали                                                                                     | US             | US Country     | CAN            |
| -------- | ------------------------------------------------------------------------------------------ | -------------- | -------------- | -------------- |
| Goldmine | - Дата выхода: 19 июня 2020 - Лейбл: Warner Music Nashville - Формат: CD, digital download | 27             | 4              | 53             |

### Синглы
| Год                   | Название                             | Высшая позиция | Высшая позиция   | Высшая позиция     | Высшая позиция | Высшая позиция | Продажи        | Сертификации                              | Альбом   |
| Год                   | Название                             | US             | US Country Songs | US Country Airplay | CAN            | CAN Country    | Продажи        | Сертификации                              | Альбом   |
| --------------------- | ------------------------------------ | -------------- | ---------------- | ------------------ | -------------- | -------------- | -------------- | ----------------------------------------- | -------- |
| 2019                  | «I Hope» (сольно или с Charlie Puth) | 3              | 1                | 1                  | 10             | 2              | - США: 351,000 | - RIAA: 5× Платиновый - MC: 5× Платиновый | Goldmine |
| 2020                  | «The Good Ones»                      | 29             | 1                | 1                  | 47             | 3              | - США: 19,000  | - RIAA: Платиновый - MC: Золотой          | Goldmine |
| «—» неучастие в чарте |                                      |                |                  |                    |                |                |                |                                           |          |

## Награды и номинации
| Год  | Ассоциация                       | Категория                       | Номинированная работа | Результат |
| ---- | -------------------------------- | ------------------------------- | --------------------- | --------- |
| 2020 | CMT Music Awards                 | Breakthrough Video of the Year  | «I Hope»              | Победа    |
| 2020 | Academy of Country Music Awards  | New Female Vocalist of the Year | Gabby Barrett         | Номинация |
| 2020 | Country Music Association Awards | New Artist of the Year          | Gabby Barrett         | Номинация |
| 2020 | Country Music Association Awards | Single of the Year              | «I Hope»              | Номинация |
| 2021 | Academy of Country Music Awards  | New Female Artist of the Year   | Gabby Barrett         | Победа    |
| 2021 | iHeartRadio Music Awards         | Best New Country Artist         | Gabby Barrett         | Победа    |
| 2021 | iHeartRadio Music Awards         | Country Song of the Year        | «I Hope»              | Номинация |